# La Pérouse (cratère)
Pour les articles homonymes, voir La Pérouse (homonymie).
La Pérouse est un cratère lunaire situé sur la face visible de la Lune. Il se trouve au nord-ouest du grand cratère Ansgarius, et à l'est du cratère Kapteyn (en). Ce cratère a un aspect circulaire bien visible, car peu touché par les impacts ultérieurs. Sur le plancher intérieur s'élève une arête centrale qui se décale vers le nord du point médian et cette formation est quelque peu allongée vers le sud. Il y a un petit cratère dans la partie sud-est du sol.
En 1935, l'Union astronomique internationale a donné le nom de l'explorateur français Jean-François de La Pérouse à ce cratère lunaire.

## Cratères satellites

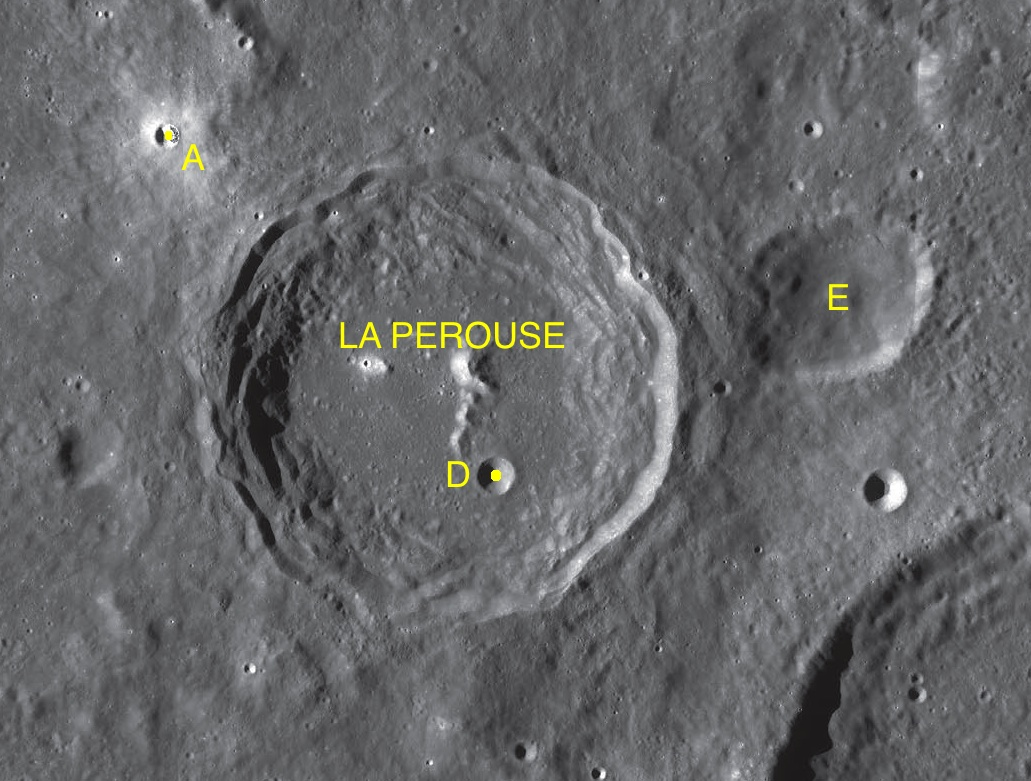
Carte des cratères satellites de La Pérouse.

Par convention, les cratères satellites sont identifiés sur les cartes lunaires en plaçant la lettre sur le côté du point central du cratère qui est le plus proche de La Pérouse.
| La Pérouse | Latitude | Longitude | Diamètre |
| ---------- | -------- | --------- | -------- |
| A          | 9.3° S   | 74.7° E   | 4 km     |
| B          | 11.2° S  | 76.6° E   | 7 km     |
| E          | 10.2° S  | 78.5° E   | 34 km    |